# 1178
Cette page concerne l'année 1178  du calendrier julien. Pour l'année 1178 av. J.-C., voir 1178 av. J.-C.
L'année 1178 est une année commune qui commence un dimanche.

## Événements

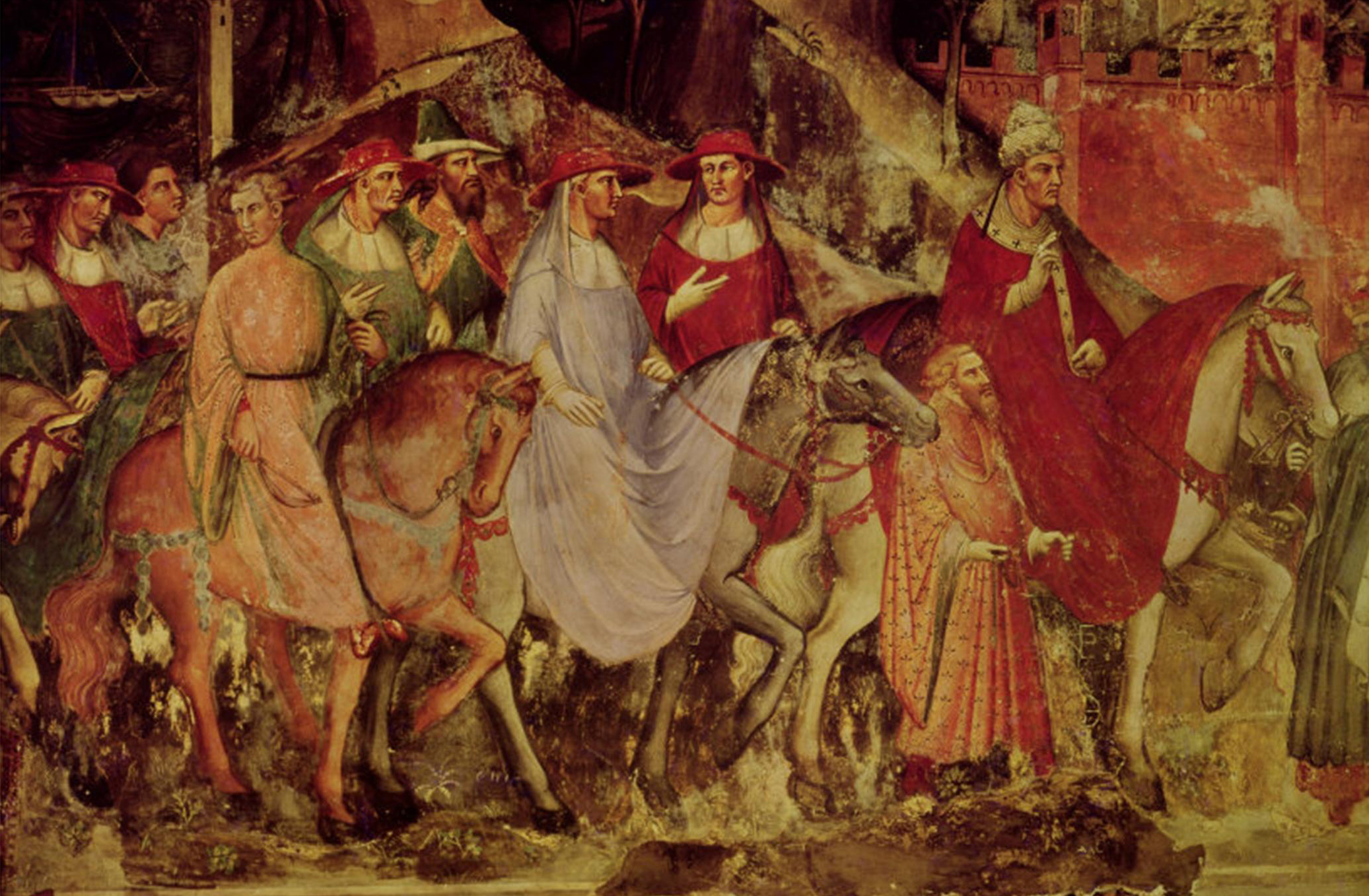
12 mars : le pape Alexandre III rentre à Rome. Fresque de Spinello Aretino, Palazzo Pubblico de Sienne.

- 12 mars : le pape Alexandre III revient à Rome après 16 ans de conflit[1].
- 19 mars : dédicace de l’abbaye Notre-Dame du Bec en présence du roi d’Angleterre et de ses fils Henri et Richard[2].
- Mars : le roi Sverre de Norvège, victorieux sur le lac gelé de Storsjön, impose sa suzeraineté sur le Jämtland[3].

- 18 juin : un impact météoritique  sur la Lune crée le cratère qui portera le nom de Giordano Bruno. Il est observé par cinq moines de Canterbury[4].

- 2 juillet : Thorlákr Rúnolfsson est consacré évêque de Skálholt en Islande (1178-1193) par l’archevêque de Nidarós Eystein Erlendsson[5].
- 17 juillet : les Sarrasins assiègent et prennent Toulon[6] ; ils détruisent la ville, massacrent une partie de la population et amènent à Majorque la plupart des survivants.
- 30 juillet : Frédéric Ier Barberousse est couronné roi de Bourgogne à Arles[7].

- 29 août : abdication de l'antipape Calixte III en faveur d'Alexandre III[1].

- Octobre : Baudouin fait construire la forteresse du gué de Jacob, point stratégique sur le Jourdain, afin d’arrêter les raids des pillards sarrasins en Galilée (fin en avril 1179)[8]. Confiée aux Templiers, elle sera finalement détruite par Saladin).

- Échec de Muhammad ibn Sam au Gujerat (Inde)[9]. Il est battu par les Chaulukya à Kasahrada près du Mont Âbû[10].
- Fondation à Milan de l'ordre monastique des Umiliati (humiliés) qui pratique le tissage en commun de la laine[11].
- Mission pontificale de l’abbé de Clairvaux Henri de Marcy en Languedoc[12] et concile de Toulouse contre le catharisme.

- Le comte de Flandre Philippe d'Alsace en revenant de croisade, est attaqué par le roi d'Albanie Nobilion. Il le tue et prend son blason d'or au lion de sable pour l'utiliser comme le sien[13].